# 와일드카드 문자
와일드카드 문자(wildcard character)는 컴퓨터에서 특정 명령어로 명령을 내릴 때, 여러 파일을 한꺼번에 지정할 목적으로 사용하는 기호를 가리킨다. 이 문자는 어느 곳에서 사용하느냐에 따라 약간의 차이를 보인다. 주로 특정한 패턴이 있는 문자열 혹은 파일을 찾거나, 긴 이름을 생략할 때 쓰인다.

## 파일과디렉토리
CP/M, DOS, 마이크로소프트 윈도우나 유닉스 계열 운영 체제에서 파일명이나 경로를 지정할 때 가장 흔히 쓰이는 와일드카드 문자는 별표 문자( * )인데, 이 문자는 0 이상의 모든 문자열로 치환된다. 예를 들어 a*는 a, ab, abc 등 a로 시작하는 모든 글자를 의미하며, 이와 비슷한 a+는 a를 제외한 모든 a로 시작하는 문자열(ab, abc 등, a 제외)로 치환된다. 글자 하나를 의미하는 물음표( ? )이나 grep이라는 명령어에서는 점(.)이다. 유닉스 셸과 윈도 파워셸에서 대괄호( [ 와  ] )는 이 범위에 있는 모든 문자로 치환된다. 예를 들어, [abc]는 a와 b와 c 중 하나라도 포함한 것으로, [A-Za-z]은 모든 단일 대문자와 소문자로 대체된다. 와일드 카드 패턴과 일치하는 여러 파일이나 경로를 글로브 확장이라 한다.

## 같이 보기
- 정규 표현식